# William W. Van Wyck
William William Van Wyck (* 9. August 1777 bei Fishkill, New York; † 27. August 1840 in Fishkill, New York) war ein US-amerikanischer Politiker. Zwischen 1821 und 1825 vertrat er den Bundesstaat New York im US-Repräsentantenhaus.

## Werdegang
William Van Wyck wurde während des Unabhängigkeitskrieges nahe Fishkill geboren. Er besuchte öffentliche Schulen und die Fishkill Academy. Danach war er in der Landwirtschaft tätig. Als Gegner einer zu starken Zentralregierung schloss er sich der von Thomas Jefferson gegründeten Demokratisch-Republikanischen Partei an. Bei den Kongresswahlen des Jahres 1820 wurde Van Wyck im vierten Wahlbezirk von New York in das US-Repräsentantenhaus in Washington, D.C. gewählt, wo er am 4. März 1821 die Nachfolge von Randall S. Street antrat. Er wurde einmal wiedergewählt und schied nach dem 3. März 1825 aus dem Kongress aus. Als Kongressabgeordneter hatte er den Vorsitz über das Committee on Expenditures in the Post Office Department (18. Kongress). Er zog nach Sudley (Virginia), wo er wieder in der Landwirtschaft tätig war. Später kehrte er in den Dutchess County zurück, wo er am 27. August 1840 in Fishkill starb. Sein Leichnam wurde auf dem Dutch Reformed Churchyard beigesetzt.